# Microfotometro
Il microfotometrico è uno strumento utilizzato per misurare ed elaborare gli spettri stellari attraverso il confronto tra una sorgente campione e la sorgente luminosa presa in esame.

## Storia
Il primo microfotometro, rielaborazione del fotometro per misurare superficie più piccolo, fu inventato da Daniel Chalonge e Lampert tra il 1926 e il 1928.